# Yusuf ibn 'Abd al-Râhman al-Fihri
Yusuf ibn 'Abd al-Râhman al-Fihri (en arabe : يوسف بن عبد الرحمن الفهري) était un gouverneur omeyyade de Narbonne, en Septimanie, et Wali d'al-Andalus de 747 à 756, régnant indépendamment à la suite de l'effondrement du califat omeyyade en 750. Il appartenait à la famille d'aristocrates arabes dite des Fihrides et était un descendant d'Oqba Ibn Nafi, le fondateur de Kairouan.

## Biographie

### Gouverneur à Narbonne
Après la bataille de Poitiers, Yusuf ibn Abd al-Rahman fut nommé gouverneur de Narbonne selon la Chronique de Moissac, où il commandait les opérations militaires. Pendant quatre ans, il aurait attaqué et pillé le Bas-Rhône, et pris Arles en 735. 

### Lutte et révolte berbère
Entre 716 et 756, al-Andalus a été dirigée par des gouverneurs envoyés de Damas ou nommés sur la recommandation des gouverneurs régionaux Omeyyades de l'Ifriqiya à laquelle ils appartenaient administrativement. Comme beaucoup de ses prédécesseurs, Yusuf luttait pour contrôler les luttes intestines entre les Arabes et les Berbères, et devait aussi faire face à une querelle pérenne entre les tribus arabes Adnani et Qahtani soutenant ses forces.

### Gouverneur d'al-Andalus
Après l'instabilité due à la révolte berbère à al-Andalus, un arrangement avait été conclu entre différentes factions arabes pour alterner le pouvoir. Mais après avoir repris et achevé son mandat, il refusa de renoncer au pouvoir, gouvernant sans conteste pendant neuf ans, alors qu'à Damas, les Omeyyades étaient définitivement renversés en 750. Il a été indiqué qu'il régnait réellement en tant que roi (malik) et pas en tant que gouverneur (wali). Après être devenu dirigeant, al-Fihri a mené un recensement, dans lequel l'évêque Hostegesis a préparé une liste des payeurs de taxe et de jizya. L'évêque a ensuite fait des visites annuelles pour s'assurer que les taxes étaient correctement collectées

### Arrivée d'Abd al-Rahman et chute
Yusuf venait de briser une tentative de révolte à Saragosse (755) quand il lança une campagne contre les Basques de Pampelune en 755, mais le détachement envoyé fut anéanti. Ce fut le moment choisi par le prince omeyyade Abd al-Rahman Ier, qui avait fui la Syrie quelques années auparavant pour échapper aux Abbassides et débarquer sur la côte sud de l'Espagne actuelle. Il a ensuite conquis d'importantes places fortes méridionales, telles que Malaga et Séville.
À l'arrivée d'Abd al-Rahman, les forces andalouses étaient divisées, les deux commandants revendiquant l'allégeance des Berbères et des junds syriens. Généralement, les unités yéménites de ce dernier rejoignaient le prétendant omeyyade, tandis que leurs rivaux de Mudar et de Qays restaient fidèles à Yusuf Après avoir tenté un compromis raté avec Abd al-Rahman, par lequel le survivant omeyyade lui succéderait, Yusuf al-Fihri fut vaincu à la Bataille d'Al-Musara , juste à l'extérieur de Cordoue, en mai 756 par Abd al-Rahman, qui est ainsi devenu le premier émir indépendant de Cordoue.
Pourtant Yusuf a réussi à fuir le champ de bataille vers le nord pour se diriger vers Tolède, et peut-être d'abord essayer de reprendre Séville, mais il échoua. Yusuf a peut-être été tué lors de sa retraite à Tolède, tandis que d'autres récits le situent dans cette forteresse encore pendant deux ou trois ans, où il aurait finalement été tué par certains de ses propres hommes.